# Arqueología experimental

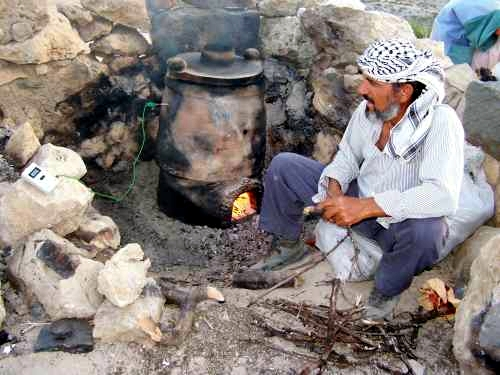
Experimento de elaboración de cerámica.

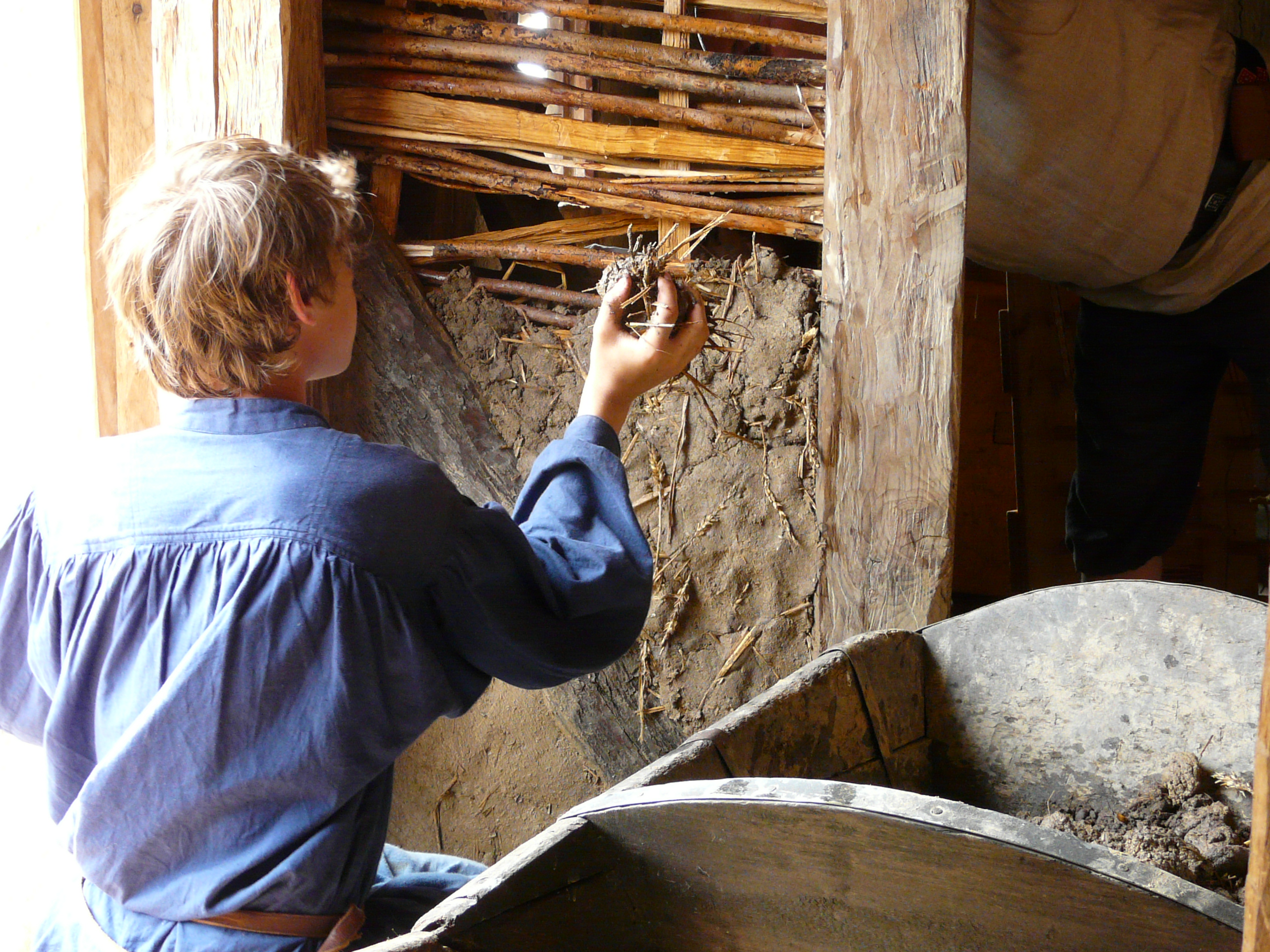
Construcción de un lehmflechtwand para el Museo Vikingo Foteviken.

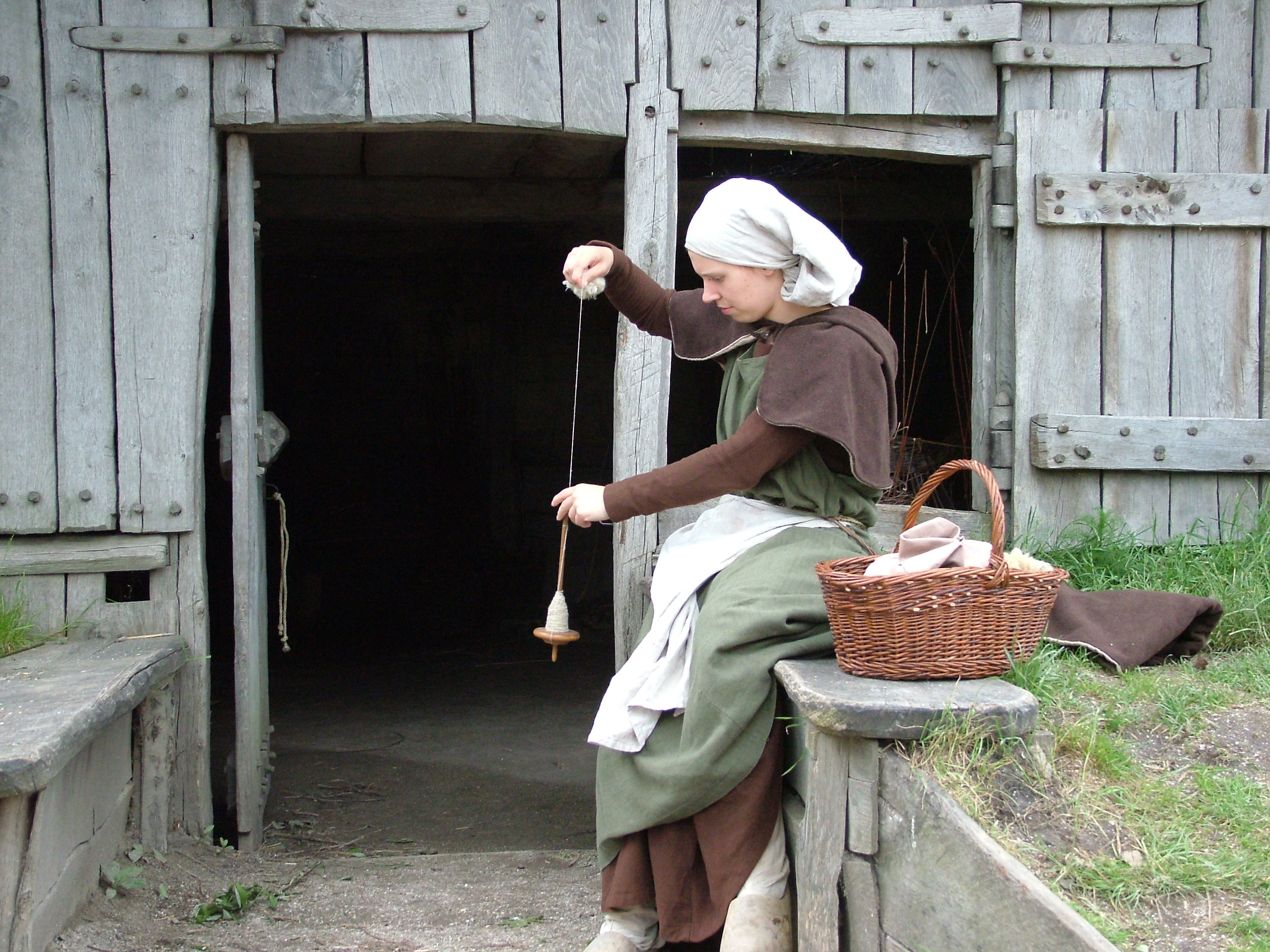
Mujer experimentando con un huso

La Arqueología experimental es una disciplina académica de reciente creación dentro de las ciencias sociales que se constituye como una ciencia auxiliar de la historia y de la arqueología. Los resultados extraídos de la investigación y experimentación realizada son utilizados con fines didácticos, museísticos, de concienciación sobre el patrimonio histórico y arqueológico, y de animación sociocultural y turística.
A través de diferentes técnicas, la arqueología experimental intenta comprender las fases que emplearon los grupos humanos para realizar sus actividades; la recreación del uso y el modo de obtención de todo tipo de artefactos fabricados por el hombre permite desechar ideas o modificar teorías, razón por la cual se reconstruye experimentalmente esos objetos, usos y técnicas para luego se comparados con los objetos originales.
Pueden estudiarse a la vez los métodos de fabricación (por ejemplo, la talla lítica o la arquitectura popular), la procedencia de los materiales (por ejemplo, la zona de origen de un mineral o de un material de construcción) y sus usos (por ejemplo, las muescas que quedan tras usar un hacha revelan la forma en que se usó y el tipo de madera sobre la que se utilizó).

## Convergencia con otras disciplinas
Es notable la similitud de estas formas de reconstrucción de la historia de la tecnología con la metodología de ciencias muy diferentes, como la criminología o la ciencia de los materiales.

## Fines
El fin principal de la arqueología experimental es participar en el conocimiento del pasado más allá de los límites de la deducción y de la investigación de fuentes arqueológicas. La arqueología "clásica" se limita en esencia a los hechos del pasado que dejaron una huella o impacto incontestable. Los elementos como las técnicas que se utilizaron para producir un efecto determinado o la dureza de la vida de los hombres del pasado, que no lo hicieron, pueden esclarecerse por su reproducción a través de la experimentación.
Los fines de la arqueología experimental pueden cumplirse tanto a través de la validación de una hipótesis previa como a través de una búsqueda ciega.

## Medios
Es posible practicar la arqueología experimental con un gran presupuesto y grandes grupos de personas (habitualmente voluntarias) para la reconstrucción de grandes trabajos sin medios mecánicos modernos; o bien con un relativamente bajo presupuesto y en pequeños grupos, como en la talla lítica o la obtención de fuego. Otras prácticas exigen incluso el riesgo físico del experimentador (expedición de la Kon-tiki).